# 中川大資
中川 大資（なかがわ だいすけ、1977年10月8日 - ）は、日本の元プロボクサー。東京都練馬区出身。第47代日本ウェルター級王者。第32代日本スーパーウェルター級王者。第58代日本ミドル級王者。帝拳ボクシングジム所属。東洋高等学校卒業。

## 来歴
1997年2月28日、プロデビュー戦に初回KO勝利を収めた。同年11月8日、プロ4戦目で東日本ウェルター級新人王トーナメント決勝戦に臨み、内藤賢之（シシド）に初回KO負けを喫して、しばらくリングを去った。
6年を経た2003年12月6日、茂木修との4回戦に2-1の判定勝利を収めた。2005年8月20日、小野寺洋介山（オサム）との5回戦は3ジャッジともに46-49のスコアとなり、判定負けを喫した。2006年4月1日、沼田康司（トクホン）との6回戦には58-56、58-57、58-58の2-0で判定勝利を収めた。
2008年の日本タイトル挑戦権獲得トーナメント「最強後楽園」ウェルター級には当初、山口裕司もエントリーしていたが、沼田への挑戦決定により外れたため、10月8日の牛若丸あきべぇ（協栄）との1戦目が決勝戦となった。中川はこれに3RTKO勝利を収めて優勝、MVPにも選ばれた。
2009年2月9日、日本ウェルター級王者沼田康司に同2位として挑戦。約3年前の沼田との対戦から5戦連続KO勝利を含む6連勝中であったが、倒すことよりも勝利にこだわり、中盤には強打を受ける場面があったものの的確なパンチでペースを譲ることなく、100-92、99-92、98-92の大差3-0の判定勝利で王座を獲得した。中川はこの試合に対し、東日本ボクシング協会の平成21年2月度月間敢闘賞を受けた。
2009年6月6日、2位・斉藤幸伸丸（輪島S）を迎えての対戦では序盤に動きが硬く、斉藤のスピードに右ショートアッパーで応戦しながらもポイントで大きくリードされたが、5Rの右ボディで失速させて徐々に挽回、7Rの打ち合いに右ストレートから連打でダウンを奪ったところでレフェリーが試合をストップ。逆転の7回TKO勝ちを収め初で防衛に成功した。同年12月5日、12位・山川和風（金子）に10回TKO勝ちを収めて2度目の防衛に成功した。
2010年4月3日、OPBF東洋太平洋ウェルター級1位の日本同級王者として、日本ウェルター級1位・OPBF同級5位の井上庸（ヤマグチ土浦）と対戦し、初回と2Rに合わせて2度のダウンを喫したが中盤から徐々に挽回し、9Rにはダウンを奪い返して10回1-1（95-94、93-95、93-93）三者三様の引き分けに終わったが3度目の防衛に成功した。同年8月7日には5位の沼田康司との3度目の対戦として防衛戦を行う予定だったが、左肋軟骨骨折により中止し、王座を返上した。
2011年7月2日、後楽園ホールでインドネシアスーパーウェルター級1位のバンバン・ルサディと対戦し、4回KO勝ちを収めた。
2012年2月4日、切間庸裕（折尾）と日本スーパーウェルター級王座決定戦で争い、10回TKO勝ち。日本王座2階級制覇を達成した。
2012年6月2日、柴田明雄（ワタナベ）と対戦し、0-3の判定負けで王座から陥落した。 
柴田戦の試合後に引退を表明したが同年6月24日に自身のブログで引退を撤回、2013年2月2日に再起となる試合で日本ミドル級3位の下川原雄大（角海老宝石）とミドル級10回戦を行い、3-0の判定勝ちを収めた。
2013年6月1日、インドネシアのミドル級ランカーアルビン・マルブンと160ポンド契約10回戦を行い、3回TKO勝利でミドル級転向2戦目も危なげない勝利を収めた。
2013年8月3日、後楽園ホールにて日本ミドル級王者の胡朋宏（横浜光）に挑戦し、7回2分56秒TKO勝利で史上4人目となる日本王座3階級制覇を達成した。
2014年3月1日、OPBF東洋太平洋ミドル級王者柴田明雄（ワタナベ）と王座統一戦で対戦し、12回0-3（113-115、113-116、111-117）の判定負けを喫し日本王座から陥落した。試合後、引退表明。

## 戦績
プロボクシング：28戦22勝(17KO)4敗(1KO)2分
| 戦           | 日付           | 勝敗 | 時間     | 内容    | 対戦相手                       | 国籍                     | 備考                                                             |
| ------------ | -------------- | ---- | -------- | ------- | ------------------------------ | ------------------------ | ---------------------------------------------------------------- |
| 1            | 1997年2月28日  | ☆    | 1R 1:49  | KO      | 太田司                         | 日本 （協栄）            | プロデビュー戦                                                   |
| 2            | 1997年7月5日   | ☆    | 4R       | 判定    | 斉藤秀樹                       | 日本 （角海老宝石）      |                                                                  |
| 3            | 1997年9月29日  | △    | 4R       | 判定    | 川上三雄                       | 日本 （石川）            |                                                                  |
| 4            | 1997年11月8日  | ★    | 1R 2:39  | KO      | 内藤賢之                       | 日本 （シシド）          | 第54回東日本ウェルター級新人王 トーナメント決勝戦                |
| 5            | 2003年12月6日  | ☆    | 4R       | 判定2-1 | 茂木修                         | 日本 （沖）              |                                                                  |
| 6            | 2004年2月21日  | ☆    | 1R 1:41  | TKO     | 足立哲也                       | 日本 (F・I)              |                                                                  |
| 7            | 2004年12月4日  | ☆    | 5R 2:49  | TKO     | 十二村喜久                     | 日本 （赤城）            |                                                                  |
| 8            | 2005年6月6日   | ☆    | 3R 2:30  | TKO     | 倉田和幸                       | 日本 （ワタナベ）        |                                                                  |
| 9            | 2005年8月20日  | ★    | 5R       | 判定0-3 | 小野寺洋介山                   | 日本 （オサム）          | 第19回KSD杯争奪B級トーナメント ウェルター級準決勝                |
| 10           | 2006年4月1日   | ☆    | 6R       | 判定2-0 | 沼田康司                       | 日本 （トクホン真闘）    |                                                                  |
| 11           | 2007年5月5日   | ☆    | 7R 2:22  | TKO     | ゴンスリヤ・ソーターンティップ | タイ                     | スーパーウェルター級契約                                         |
| 12           | 2007年8月11日  | ☆    | 2R 1:12  | KO      | アデ・アルフォンス             | インドネシア             |                                                                  |
| 13           | 2007年11月3日  | ☆    | 3R 2:41  | TKO     | 池田好治                       | 日本 （宮田）            |                                                                  |
| 14           | 2008年4月19日  | ☆    | 5R 2:47  | TKO     | 赤澤慎治                       | 日本 （神拳阪神）        |                                                                  |
| 15           | 2008年10月8日  | ☆    | 3R 1:44  | TKO     | 牛若丸あきべぇ                 | 日本 （協栄）            | 日本タイトル挑戦権獲得トーナメント ウェルター級決勝戦（MVP受賞） |
| 16           | 2009年2月9日   | ☆    | 10R      | 判定3-0 | 沼田康司                       | 日本 （トクホン真闘）    | 日本ウェルター級タイトルマッチ                                   |
| 17           | 2009年6月6日   | ☆    | 7R 2:36  | TKO     | 斉藤幸伸丸                     | 日本（輪島功一スポーツ） | 日本王座防衛1                                                    |
| 18           | 2009年12月5日  | ☆    | 10R 2:01 | TKO     | 山川和風                       | 日本 （金子）            | 日本王座防衛2                                                    |
| 19           | 2010年4月3日   | △    | 10R      | 判定1-1 | 井上庸                         | 日本 （ヤマグチ土浦）    | 日本王座防衛3                                                    |
| 20           | 2011年3月5日   | ☆    | 1R 2:59  | TKO     | ジャーメド・ジャラランティ     | インドネシア             |                                                                  |
| 21           | 2011年7月2日   | ☆    | 4R 0:20  | KO      | バンバン・ルサディ             | インドネシア             |                                                                  |
| 22           | 2011年10月18日 | ☆    | 4R 2:59  | TKO     | 田中徹                         | 日本 （横浜光）          |                                                                  |
| 23           | 2012年2月4日   | ☆    | 10R 0:58 | TKO     | 切間庸裕                       | 日本 （折尾）            | 日本スーパーウェルター級王座決定戦                               |
| 24           | 2012年6月2日   | ★    | 10R      | 判定0-3 | 柴田明雄                       | 日本 （ワタナベ）        | 日本王座陥落                                                     |
| 25           | 2013年2月2日   | ☆    | 10R      | 判定3-0 | 下川原雄大                     | 日本 （角海老宝石）      |                                                                  |
| 26           | 2013年6月1日   | ☆    | 3R 2:57  | TKO     | アルビン・マルブン             | インドネシア             |                                                                  |
| 27           | 2013年8月3日   | ☆    | 7R 2:56  | TKO     | 胡朋宏                         | 日本 （横浜光）          | 日本ミドル級タイトルマッチ                                       |
| 28           | 2014年3月1日   | ★    | 12R      | 判定0-3 | 柴田明雄                       | 日本 （ワタナベ）        | 日本・OPBFミドル級王座統一戦                                     |
| テンプレート |                |      |          |         |                                |                          |                                                                  |

## 獲得タイトル
- 第1回日本タイトル挑戦権獲得トーナメントウェルター級優勝（MVP）
- 第47代日本ウェルター級王座（防衛3=返上）
- 第32代日本スーパーウェルター級王座（防衛0）
- 第58代日本ミドル級王座（防衛0）